# フェアモント・ラッフルズ・ホテルズ・インターナショナル
フェアモント・ラッフルズ・ホテルズ・インターナショナル（英語：Fairmont Raffles Hotels International）はカナダ・トロントに本社を置く国際的なホテル運営企業。傘下にフェアモント・ホテルズ・アンド・リゾーツ、ラッフルズ・インターナショナル、スイスホテルの3ブランドを持ち、世界27カ国に88のホテル・リゾートを展開している。

## 歴史
2005年10月、ラッフルズ・インターナショナルを所有していた「ラッフルズ・ホールディングス」（現在はシンガポール政府系投資会社・テマセク・ホールディングスの傘下）は多額の負債を抱え、シンガポールのラッフルズ・ホテルなど41の「ラッフルズ」ブランドや「スイスホテル」ブランドのホテルを、アメリカ・ロサンゼルスの不動産投資会社コロニー・キャピタルに売却した。
2006年1月、フェアモント・ホテルズ・アンド・リゾーツは、サウジアラビアのアル・ワリード王子の所有するキングダム・ホールディング・カンパニーとアメリカ・ロサンゼルスの投資会社コロニー・キャピタルが作った「キングダム・ホテルズ・インターナショナル」によって買収されその傘下に入った。5月に同社はシンガポールに本部を置く「ラッフルズ・インターナショナル」も買収。「キングダム・ホテルズ・インターナショナル」は「フェアモント・ラッフルズ・ホテルズ・インターナショナル（Fairmont Raffles Hotels International、FRHI）」に改名した。
2010年4月にキングダム・ホールディング・カンパニーはFRHIの40%の株式をボイジャー・パートナーズ社（Voyager Partners）とカタールの投資公社QDホテル&プロパティー社（QDHP）に売却、QDHP社が筆頭株主となった。

## ブランド
- フェアモント・ホテル・アンド・リゾーツ
- ラッフルズ・ホテル・アンド・リゾーツ
- スイスホテル・ホテル・アンド・リゾーツ

## 日本での展開
スイスホテル
- スイスホテル南海大阪（南海難波駅の直上に位置しており、建物は南海電気鉄道が保有。旧 南海サウスタワーホテル）

フェアモント
- フェアモント東京（BLUE FRONT SHIBAURA S棟の上層階に位置する。2025年開業予定。）